# Poritia elegans
Poritia elegans är en fjärilsart som beskrevs av Hans Fruhstorfer 1919. Poritia elegans ingår i släktet Poritia och familjen juvelvingar. Inga underarter finns listade i Catalogue of Life.